# Rhadinorhynchus cadenati
Rhadinorhynchus cadenati är en hakmaskart. Rhadinorhynchus cadenati ingår i släktet Rhadinorhynchus och familjen Rhadinorhynchidae. Inga underarter finns listade i Catalogue of Life.